# لاکمدی
لاکمدی (به انگلیسی: Lochmaddy) یک روستا در بریتانیا است که در هبریدهای بیرونی واقع شده‌است.